# Frognerpark
Der Frognerpark (norwegisch Frognerparken) ist ein öffentlicher Park in Oslo. Er ist Teil des Guts Frogner; der Stadtteil Frogner wurde nach dem Gut benannt. Der Park beinhaltet die Vigeland-Skulpturenanlage mit zahlreichen Granit-Skulpturen des norwegischen Bildhauers Gustav Vigeland. Die meisten Skulpturen wurden in den Jahren 1926 bis 1942 geschaffen.

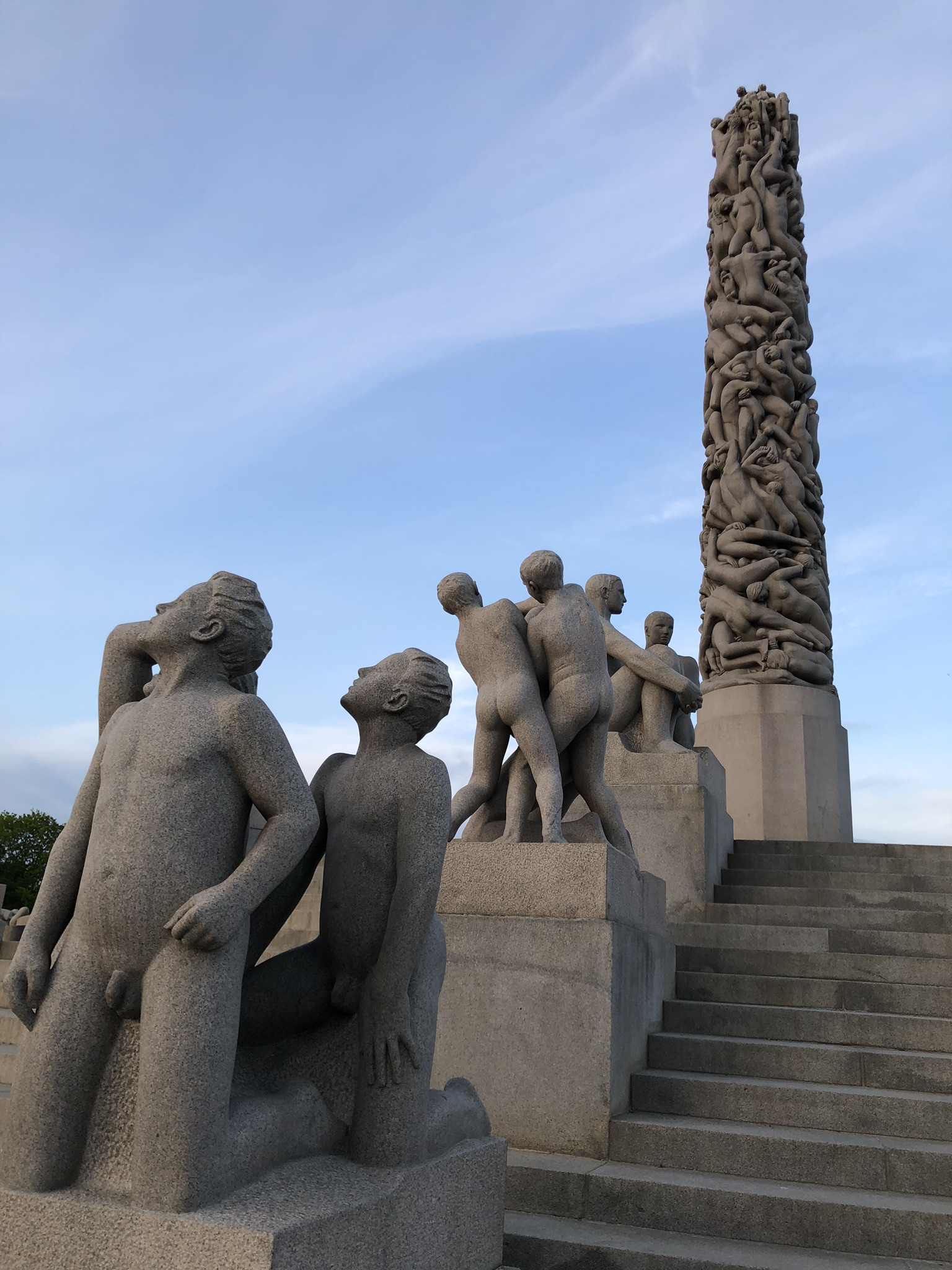
Granitskupturen im Frognerpark mit Monolith im Hintergrund

## Lage
Der Frognerpark liegt auf dem Gebiet des alten Hofes von Frogner (norw. Frogner Hovedgård). Die Hofbebauung aus dem 18. Jahrhundert liegt im westlichen Teil des Parks, wo sich auch das Oslo Bymuseum (Stadtmuseum) befindet, das 1909 hierhin gezogen war. Im Park befinden sich auch das Frogner-Bad (Frognerbadet) von 1954, das Frogner-Stadium und Tennisplätze.

## Geschichte
Der Frognerpark geht auf das bereits in der frühen Neuzeit bekannte Gut Frogner zurück. Er wurde im Jahre 1790 von Bernt Anker aufgekauft, einem Kammerherrn und damals reichsten Mann Norwegens, und auf etwa 300 Hektar ausgeweitet. Damit war er bereits zu dieser Zeit einer der größten Parks des Landes. 1836 wurde das Gut von Benjamin Wegner, einem Industriellen und hanseatischen Generalkonsul, erworben. Er hat den Park als romantischen Landschaftspark umgestaltet. Die Stadt Christiania kaufte das Gut Frogner mit dem Frognerpark im Jahre 1896 für rund 700.000 Kronen und eröffnete den Park 1904 als öffentlichen Park.
Anlässlich des 100. Jahrestags der norwegischen Verfassung fand auf dem Gelände 15. Mai bis zum 11. Oktober 1914 eine Jubiläumsausstellung statt, die von mehr als 1,5 Mio. Menschen besucht wurde.

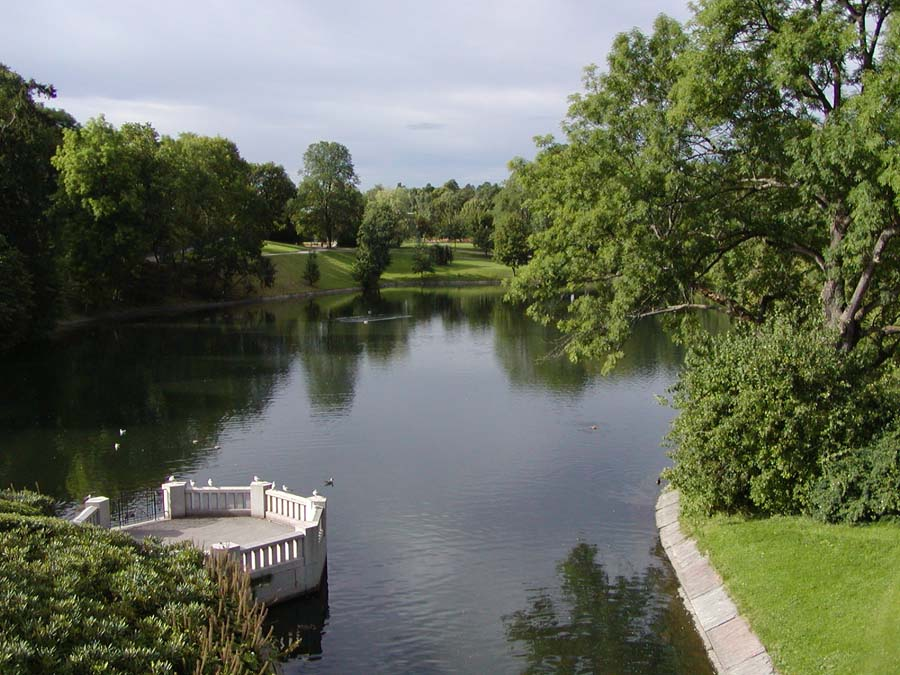
Frognerpark mit Wasserverlauf

## Flora
Der Park beherbergt Norwegens größte Rosensammlung mit rund 150 Arten. Bedeutsam ist auch der Baumreichtum; es finden sich sowohl Walnussbäume, als auch Magnolien und Linden.